# Rimska invazija na Kaledonijo (208–211)
Leta 208 je Sever odpotoval v Britanijo z namenom osvojitve Kaledonije. Sodobna arheološka odkritja osvetljujejo obseg in smer njegovega severnega pohoda. Sever je verjetno prispel v Britanijo z vojsko več kot 40.000 mož, saj so nekateri tabori, zgrajeni med njegovim pohodom, lahko sprejeli to število.

## Potek
Okrepil je Hadrijanov zid in ponovno osvojil Južno višavje do Antoninovega zidu, ki je bil prav tako okrepljen. Sever je nato s svojo vojsko, ki jo je podpirala in oskrbovala močna pomorska sila, prodrl proti severu čez obzidje na kaledonsko ozemlje. Sever je več kot stoletje pozneje po stopinjah generala Gneja Julija Agrikole obnovil in nastanil številne zapuščene rimske utrdbe vzdolž vzhodne obale, kot je rimska utrdba Carpow.
Kasij Dion je v svojem poročilu o invaziji zapisal:
Severus si je zato želel podjarmiti celotno ..., napadel je Kaledonijo. Toda ko je napredoval skozi deželo, je doživel nešteto težav pri sekanju gozdov, izravnavanju višin, zasipavanju močvirij in premoščanju rek; vendar se ni bojeval in ni videl nobenega sovražnika v bojni postavi. Sovražnik je namerno postavil ovce in govedo pred vojake, da bi jih zgrabili, da bi jih zvabili še dlje, dokler se niso izčrpali; kajti voda je Rimljanom povzročala veliko trpljenja in ko so se razkropili, so jih napadli. Nato so jih, ker niso mogli hoditi, pobili njihovi lastni možje, da bi se izognili ujetju, tako da je umrlo kar petdeset tisoč ljudi. Toda Sever ni odnehal, dokler se ni približal skrajnemu koncu otoka. Tukaj je zelo natančno opazoval spreminjanje gibanja sonca ter dolžino dni in noči poleti oziroma pozimi. Ko so ga tako prepeljali skozi praktično celotno sovražno deželo (saj so ga zaradi bolezni večino poti dejansko prevažali v pokritih nosilnicah), se je vrnil na prijateljski del, potem ko je Britance prisilil k sporazumu, pod pogojem, da zapustijo velik del svojega ozemlja.
Do leta 210 je Severus s svojimi kampanjami dosegel znatne uspehe kljub kaledonski gverilski taktiki in domnevno velikim rimskim žrtvam. Kaledonci so zaprosili za mir, ki ga je Sever odobril pod pogojem, da se odpovejo nadzoru nad Osrednjim nižavjem (današnje Škotske), kar dokazujejo obsežne utrdbe iz obdobja Severja. Kaledonci, ki so trpeli pomanjkanje zalog in so menili,da je njihov položaj obupen, so se pozneje istega leta uprli z Maeati. Sever se je pripravljal na še en dolgotrajen pohod znotraj Kaledonije. Zdaj je bil odločen iztrebiti Kaledonce in svojim vojakom naročil: »Nihče naj ne ubeži čistemu uničenju, nihče našim rokam, niti dojenček v maternici maternice, če je moški; naj kljub temu ne ubeži čistemu uničenju.«

## Zaključek
Severjeva kampanja je bila prekinjena, ko je zbolel. Umaknil se je v Eborakum (sodobni York, Anglija) in tam umrl leta 211. Čeprav je njegov sin Karakala nadaljeval s pohodi naslednje leto, se je kmalu dogovoril za mir. Rimljani niso nikoli več prodrli globoko v Kaledonijo. Kmalu zatem je bila meja trajno umaknjena proti jugu do Hadrijanovega zidu.